# 柴田勝春
柴田 勝春（しばた かつはる、生没年不詳）は戦国時代の武将。通称五右衛門。柴田勝家の子または甥。

## 概要
柴田勝家に仕えた。『士林泝洄』によれば父は勝家庶兄と伝わるが、実子(勝家の五男)とする説もある。
天正11年（1583年）北ノ庄城落城の際、勝家は自身の肖像画を描かせ勝春に託したと言う。勝春は極めて幼かったが家臣らに連れられ脱出した 。
勝春の子の弥左衛門は徳川義直に仕え、子孫は筑後柳川藩立花家に仕えた  。